# Jornal do Brasil
Jornal do Brasil é um tradicional jornal brasileiro que é editado na cidade do Rio de Janeiro, capital do estado homônimo. Foi fundado em 1891 pelo jornalista Rodolfo Epifânio de Sousa Dantas, e atualmente pertence ao empresário Omar Resende Peres Filho, que sublicenciou a marca, de propriedade de Nelson Tanure. Em 2010, tornou-se o primeiro periódico brasileiro a ser totalmente digital, mas voltou a ter sua versão impressa publicada em 2018.

## História

### Início e evolução (1891-1900)
O Jornal do Brazil (grafia utilizada até 1893) foi fundado em 9 de abril de 1891 pelo jornalista e político Rodolfo Epifânio de Sousa Dantas, com intenção de defender a monarquia recentemente deposta, embora tivesse que agir de maneira discreta ante o regime republicano para não sofrer com a censura, tal como outros jornais da época. De nível elevado, contava com a colaboração de José Veríssimo, Joaquim Nabuco, Aristides Spínola, Ulisses Viana, o Barão do Rio Branco (que escrevia as célebres colunas Efemérides e Cartas de França), e outros como Oliveira Lima, então apenas um jovem historiador. As afinidades da maioria desses elementos com o regime deposto foram sintetizadas por Nabuco como "a melhor República possível".
O periódico inovou por sua estrutura empresarial, parque gráfico (na época sediado na Rua Gonçalves Dias, 56), pela distribuição em carroças e a participação de correspondentes estrangeiros, como Eça de Queiroz. Teve sua redação empastelada pela primeira vez em 16 de dezembro de 1891, dias após a morte do Imperador D. Pedro II, noticiada com pesar em uma edição especial tarjada de negro em sinal de luto. Após o ocorrido, Rodolfo Dantas, Joaquim Nabuco e Sancho de Barros Pimentel deixaram o jornal, que passou a ser dirigido por Henrique de Villeneuve, que passou a dar uma orientação mais conservadora ao jornal. Em 1893, a propriedade do jornal passa a ser de uma sociedade anônima, e em maio do mesmo ano, Rui Barbosa adquire-o por 70:000$000 (setenta contos de réis) juntamente com Joaquim Lúcio de Albuquerque Melo. Barbosa assumiu a função de redator-chefe do jornal, que deixou oficialmente de defender a volta da monarquia e passou a apoiar a república, porém, indo contra os interesses do presidente Floriano Peixoto.
Nesta época, o Jornal do Brasil (agora com a grafia utilizada desde então) passou a publicar notícias internacionais, em parceria com a agência de notícias Reuter-Havas. Na Revolução Federalista, que ocorreu entre 1893 e 1895, Barbosa publicou no jornal em 31 de agosto o habeas corpus que expediu a favor do almirante Eduardo Wandenkolk, que havia sido preso por assinar o Manifesto dos 13 generais. Por conta disso, o jornal foi novamente empastelado três dias após a publicação. Em 6 de setembro de 1893, dia que eclodiu a Segunda Revolta da Armada, o Jornal do Brasil foi o único periódico da então Capital Federal a publicar o manifesto do Contra-Almirante Custódio de Melo, bem como um artigo onde Rui Barbosa atacava os partidários de Floriano, que mandou caça-lo "vivo ou morto". Barbosa parte para o exílio pouco depois, e o jornal fica em circulação até o presidente decretar estado de sítio e suspender a liberdade de imprensa no Brasil, causando o fechamento do Jornal do Brasil por 1 ano e 45 dias.
Por iniciativa dos irmãos Cândido Mendes de Almeida Filho e Fernando Mendes de Almeida, que formaram a Mendes & Cia., o jornal voltou a circular em 15 de novembro de 1894, data da posse do presidente Prudente de Moraes, que marcava o fim da "República da Espada" e o início do período civil que veio a ser conhecido como "política do café-com-leite". A opção pela data assinalava o apoio à República (que completava 5 anos), e jornal passou a se intitular como o “legítimo e natural representante do povo”, voltando sua linha editorial para as notícias policiais, reivindicações populares e problemas urbanos. Os novos proprietários passaram a desconsiderar os três primeiros anos de funcionamento do jornal, tomando a data de relançamento do jornal como a de fundação, bem como a contar as edições a partir da mesma (embora os anos se mantivessem a partir da contagem original).

### Auge (1900-1930)

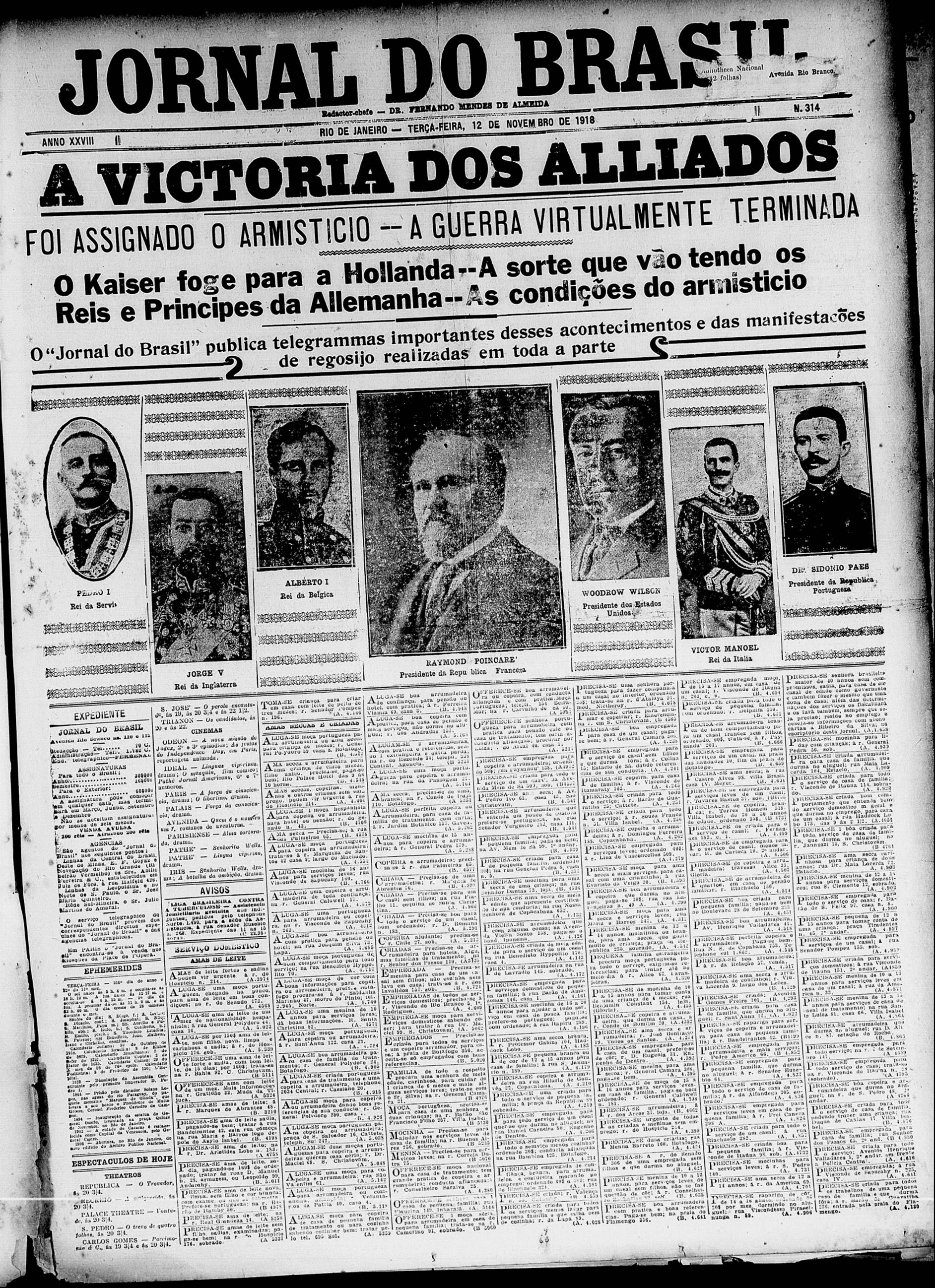
Capa do Jornal do Brasil no dia 12 de Novembro de 1918, anunciando a assinatura do Armistício de Compiègne e a vitória dos Aliados.

Já no século XX, no ano de 1900, o Jornal do Brasil passou a expedir exemplares para todo o país, atingindo uma tiragem diária de 60 mil, a maior da América do Sul, superando o La Prensa, de Buenos Aires, Argentina. Com uma linha editorial que ia desde as reivindicações populares, passando pelas colunas especializadas até o jogo do bicho, o Jornal do Brasil tornou-se o principal veículo de imprensa do Brasil, ditando a moda e os costumes do país inteiro, sendo a partir daí conhecido como "Popularíssimo". Esse período próspero também se refletiu na modernização de todo o jornal, que investiu num maquinário de última geração que permitiu a impressão de ilustrações em cores, e numa nova sede, um arranha-céu construído na recém-inaugurada Avenida Central (atual Avenida Rio Branco), que foi concluído em 1910. No período começou a publicas semanalmente a Revista da Semana, a primeira revista ilustrada por fotografias com aprofundada interação entre texto e imagem do país.
O Jornal do Brasil também tornou-se o primeiro do Brasil a inserir ilustrações em suas páginas, a exemplo do que os principais jornais do mundo faziam na época, e também foi pioneiro na publicação de um caderno exclusivo para o esporte, a partir de 1912. Também foi o primeiro a veicular anúncios na capa, em 1906, para adquirir capital e sanar os débitos da modernização. O jornal passou por alterações no quadro societário, que novamente passa a ser uma sociedade anônima. Seus proprietários passam a ser Carvalho de Morais e o conde Ernesto Pereira Carneiro, que inicialmente cuidava apenas do setor comercial e financeiro.
Durante a Primeira Guerra Mundial, o Jornal do Brasil passou a sofrer uma crise financeira, em função do encarecimento da matéria-prima destinada a produção dos exemplares, como o papel-jornal. A crise somou-se às dívidas que vinham desde a modernização da estrutura, e em 1919, o conde Pereira Carneiro passou a ser o acionista integral do jornal após as hipotecas deixarem de ser pagas. É nessa mesma época que Assis Chateaubriand, que anos depois tornaria-se o magnata da comunicação brasileira, passa a ser chefe de redação do jornal.
Na década de 1920, acompanhando a profissionalização da imprensa brasileira e o surgimento do rádio e do cinema, o JB passa por várias reformulações editoriais. O jornal também acompanhou os desdobramentos que puseram fim a política do café com leite e culminaram na Revolução de 1930, quando Getúlio Vargas e seus aliados políticos depuseram o presidente Washington Luís e impediram a posse de Julio Prestes. O governo provisório perseguiu os veículos de imprensa que haviam apoiado o antigo presidente, o que incluiu o Jornal do Brasil, que foi empastelado pela terceira vez em sua história e ficou fora de circulação por quatro meses.

### "Jornal das cozinheiras" (1930-1959)
Já na década de 1930, o jornal sofria com a censura e com problemas econômicos. Em 1934, Pereira Carneiro nomeou José Pires do Rio como diretor-tesoureiro, e este promoveu uma série de reestruturações que fizeram o Jornal do Brasil dar menos enfoque ao conteúdo e mais enfoque aos anúncios, sobretudo aqueles de serviços domésticos, que abarrotavam as páginas levando o jornal a uma queda vertiginosa de qualidade e a ser apelidado de "jornal das cozinheiras". Para não sofrer ainda mais com a censura, principalmente depois do início do Estado Novo em 1937, o Jornal do Brasil teve que apoiar o novo regime, mantendo relações cordiais com o Departamento de Imprensa e Propaganda e apoiando as reformas trabalhistas e econômicas do presidente.
Essa foi a fase de menor prestígio da história do jornal, que teve que se alinhar com os políticos governistas para se manter, tal como aconteceu nos seus primeiros anos de existência. O Jornal do Brasil perdeu também algumas de suas características marcantes, como as ilustrações, que foram substituídas pelas fotografias, e diminuiu seu papel de grande noticioso do país. Na década de 1950, o conde Pereira Carneiro se afasta do jornal por conta da sua saúde debilitada, vindo a falecer em 1954. O jornal então passa a ser de propriedade da sua esposa, a condessa Maurina Dunshee de Abranches Pereira Carneiro, que nomeia o seu genro, Nascimento Brito, o novo diretor-executivo do jornal.

### Reformulação gráfica e modernização (1959-2000)
Com a nova administração, o Jornal do Brasil busca recuperar sua utilidade pública iniciando uma reestruturação total. As primeiras mudanças começam ainda em 1956, com a criação do Suplemento Dominical por Reynaldo Jardim e a vinda de Odylo Costa Filho, que organiza uma equipe com nomes vindos do Diário Carioca e do Tribuna da Imprensa, composta por Jânio de Freitas, Carlos Castelo Branco, Carlos Lemos, Wilson Figueiredo, Amílcar de Castro, Hermano Alves, Lúcio Neves, Luís Lobo, Ferreira Gullar e José Carlos de Oliveira. Destes, Jânio foi o responsável por recriar a capa do jornal, que estreou oficialmente em 3 de junho de 1959, e Amílcar, o design gráfico e criação dos tradicionais cadernos "B" (para artes em geral) e "C" (para os classificados), em 1960, criando uma tendência copiada por praticamente todos os jornais do país e que é comum até hoje, tornando o Jornal do Brasil novamente numa referência nacional.
Sofreu perseguição da ditadura militar depois da promulgação do Ato Institucional Número 5, após se utilizar do quadro da previsão do tempo para driblar a censura então imposta pelos militares ao ex-embaixador José Sette Câmara Filho, preso. A condessa Pereira Carneiro, proprietária do jornal, decidiu suspender a sua circulação até que Câmara fosse libertado, o que ocorreu poucos dias depois. Seu presidente, Nascimento Brito, foi preso e interrogado em 1970, depois de voltar do México, de uma reunião da Sociedade Interamericana de Imprensa, onde havia criticado suavemente a censura.
Na década de 1970, o JB se transferiu para um novo prédio, na Avenida Brasil, 500, em frente ao Porto do Rio de Janeiro. Conforme Jânio de Freitas, o JB foi o principal jornal durante a ditadura, auferindo muitos lucros ao identificar-se com o regime. Liderou iniciativas de apoio ao regime, utilizando expressões como "milagre brasileiro", "Brasil grande", ou a designação de terroristas a opositores, mesmo não armados. Com a redemocratização, tais ganhos desapareceram e o jornal logo entraria em crise. Na década de 1980, o Jornal do Brasil concorreu na licitação de concessões do Governo Federal para montar uma rede de televisão nacional, porém perdeu para o Grupo Silvio Santos e para o Grupo Bloch. No entanto, investiu no seu sistema de rádios, que contava com a Rádio Jornal do Brasil, a JB FM e a Rádio Cidade, todas integradas ao jornal. Também é nessa época que Nascimento Brito torna-se proprietário do JB, com a morte da sua sogra, a condessa Pereira Carneiro, em 1983.

### Crise e digitalização (2000-2017)
Em 2001, Nascimento Brito arrendou o título do jornal para o empresário Nelson Tanure por 60 anos, renováveis por mais 30. A intenção do empresário, conhecido por comprar empresas pré-falimentares, saneá-las e depois revendê-las, era recuperar o prestígio do jornal. Naquele ano, as vendas do jornal eram de 70 mil exemplares em média durante a semana e 105 mil aos domingos. Recuperou-se a partir de 2003, atingindo 100 mil exemplares em 2007, quando então as vendas novamente começaram a cair, chegando a 20 941 em março de 2010.
Em 2002, a redação deixou o prédio da Avenida Brasil, que hoje abriga o Instituto Nacional de Traumatologia e Ortopedia, e se transferiu para o Edifício Conde Pereira Carneiro, no mesmo endereço da antiga sede que foi demolida na Avenida Rio Branco, 110. Em 2005, o JB instalou-se na "Casa do Bispo", no bairro do Rio Comprido, imóvel histórico e representativo do colonial luso-brasileiro, datado do início do século XVII, que já serviu de sede à Fundação Roberto Marinho.
Em 16 de abril de 2006, começou a circular nas bancas em formato berlinense ou europeu, maior que o tabloide e menor que o standard, seguido por diversos jornais daquele continente. Em 2008, o Jornal do Brasil realizou uma parceria de digitalização com o buscador Google, que resultou no livre acesso de edições digitalizadas das décadas de 1930 a 1990.
Em julho de 2010, foi anunciado o fim da edição impressa do jornal que, a partir de 1º de setembro do mesmo ano, passou a existir somente em versão online, com alguns conteúdos restritos a assinantes, o JB Premium. O JB passou então a autodenominar-se "O primeiro jornal 100% digital do país!".

### Breve retorno da edição impressa (2017-2019)
Em fevereiro de 2017, o jornal foi comprado pelo empresário Omar Resende Peres Filho, que negociou a cessão do nome com Nelson Tanure por 30 anos, e prometeu voltar a publicar uma versão impressa do jornal. O empresário assumiu o jornal no dia 22 de dezembro, e em 25 de fevereiro de 2018, após cerca de 7 anos e 5 meses fora de circulação, o JB voltou a circular nas bancas.
A redação do JB voltou a funcionar na Avenida Rio Branco, no 21º andar do Edifício RB 53, contando com 30 profissionais e 20 colunistas e colaboradores, e sua impressão passou a ser feita no parque gráfico do Infoglobo em Duque de Caxias, no tradicional formato standard, que o jornal teve até 2006, com uma tiragem especial de 50 mil exemplares, passando a 20 mil nos dias posteriores. Para anunciar a reestreia do JB, três aviões com faixas de publicidade foram colocados para sobrevoar a orla do Rio de Janeiro e de Niterói, e vários pontos de venda foram espalhados pela cidade. Em apenas cinco horas de venda, os exemplares esgotaram nas bancas. O jornal também passou a ser comercializado no Distrito Federal, com a impressão de 2 mil exemplares feita localmente pelo parque gráfico do Jornal de Brasília e em São Paulo, apenas nos aeroportos da cidade. Em 10 de abril, o JB mudou-se para uma nova sede, em um prédio histórico também localizado na Avenida Rio Branco, com espaço preparado para futuras expansões do jornal.
Pouco mais de 1 ano do retorno às bancas, em 12 de março de 2019, Omar Resende Peres Filho anunciou o fim da edição impressa. Estima-se que cerca de 20 comunicadores foram demitidos na ocasião.

## Cadernos
- Política: Caderno com fatos relacionados a política em geral, com colunas assinadas por Tereza Cruvinel, Octávio Costa e Jan Theophilo;
- Opinião: Caderno com as opiniões dos leitores, personalidades e o editorial do jornal;
- Cidade: Caderno com os fatos relacionados ao cotidiano da cidade do Rio de Janeiro;
- Sociedade: Caderno com os fatos relacionados ao cotidiano da sociedade, com colunas assinadas por André Miceli e Felipe Ribbe;
- Economia: Caderno com os fatos relacionados a economia, com colunas assinadas por René Garcia Jr. e Evandro Guimarães;
- Internacional: Caderno com os fatos que acontecem ao redor do mundo;
- Esportes: Caderno com os destaques esportivos, com uma coluna assinada por Renato Maurício Prado;
- B: Caderno com os destaques das cultura e das artes, com colunas assinadas por Aquiles Rique Reis, Elisa Lucinda, Gilberto Scofield Júnior, Hildegard Angel, Mariana Camargo, Miguel Paiva, Thiago Goes, Tom Leão e Wilson Rondó Júnior

## Equipe
Editores
- Carlos Negreiros (Arte)
- José Marinho Peres (Fotografia)
- Octávio Costa (Política)
- Gilberto Menezes Côrtes (Economia)
- Clóvis Saint-Clair (Cidade)
- Toninho Nascimento (Esporte/Internacional)
- Deborah Dumar (Caderno B)

Repórteres
- Lenise Figueiredo (correspondente na Europa)
- Marcelo Auler (repórter especial)

Colunistas
- André Miceli (Sociedade Digital)
- Aquiles Rique Reis (Dicas do Aquiles)
- Elisa Lucinda (Cercadinho de Palavras)
- Evandro Guimarães (JB no Campo)
- Felipe Ribbe (Inovação JB)
- Gilberto Scofield Júnior (Sempre aos Domingos)
- Hildegard Angel (Borbulhantes)
- Jan Theophilo (Informe JB)
- Mariana Camargo (Música em Pauta)
- Miguel Paiva (Visto de Fora)
- Octávio Costa (Coluna da Segunda - Política)
- Renato Maurício Prado (Futebol & Cia.)
- René Garcia Jr. (O Outro Lado da Moeda)
- Sônia Araripe (Ecologia)
- Tereza Cruvinel (Coisas da Política)
- Thiago Goes (Influência do Jazz)
- Tom Leão (coluna homônima)
- Wilson Rondó Júnior (Saúde & Alimentação)

Conselho editorial
- Gilberto Menezes Côrtes
- Hildeberto Aleluia
- Octávio Costa
- René Garcia Jr.
- Wilson Cid

Diretores
- Gilberto Menezes Côrtes (redação)
- Ziraldo (arte)
- Antônio Carlos Mello Afonso (administrativo-financeiro)
- Omar Resende Peres Filho (presidente)

## Prêmios
Prêmio ExxonMobil de Jornalismo (Esso)
- 1995: Esso de Fotografia, concedido a Michel Filho, pela obra "MANIFESTAÇÃO E TIROTEIO NA LINHA VERMELHA"[19]
- 1995: Menção Honrosa por "JUSTIÇA É PODER ACIMA DO PAÍS"[19]
- 1998: Esso de Informação Científica, Tecnológica e Ecológica, concedido a Tania Malheiros, pela obra "ARAMAR TEVE ACIDENTES RADIOATIVOS"[20]
- 1999: Esso de Fotografia, concedido a Marco Terranova, pela obra "DOMINGO DE PAVOR"[21]
- 2000: Esso especial de primeira página, concedido a Fritz Utzeri e Equipe, por "Incompetência e Morte"
  - Esso de criação gráfica, na categoria jornal, concedido a José Adilson Nunes, por "Malandragem, Adeus"[22]
- 2004: Esso Especial de Primeira Página, concedido a Augusto Nunes, Octavio Costa, Marcus Barros Pinto e Nélio Horta, pela reportagem "Ministro Berzoini"[23]

## Antigas empresas do Grupo Jornal do Brasil
- JB FM
- Rádio Cidade (Rio de Janeiro)
- Rio FM
- Rádio Jornal do Brasil
- TV JB
- Opus 90 FM
- 105 FM (Rio de Janeiro)